# París-Tours 1930
La París-Tours 1930 fue la 25.ª edición de la clásica París-Tours. Se disputó el 4 de mayo de 1930 y el vencedor final fue el francés Jean Maréchal, que se impuso a su compañero de fuga, Marcel Bidot. 

## Clasificación general[3]
|    | Ciclista                 | Equipo       | Tiempo    |
| -- | ------------------------ | ------------ | --------- |
| 1  | Jean Maréchal            | Lutetia      | 7h 00'25" |
| 2  | Marcel Bidot             |              | m.t.      |
| 3  | Frans Bonduel            |              | a 48"     |
| 4  | Bernard Van Rysselberghe |              | m.t.      |
| 5  | Charles Pélissier        |              | m.t.      |
| 6  | Georges Ronsse           | La Française | m.t.      |
| 7  | Pierre Magne             |              | m.t.      |
| 8  | Hector Martin            |              | m.t.      |
| 9  | Jules Merviel            |              | m.t.      |
| 10 | Jean Aerts               |              | m.t.      |